# August Macke
August Macke (3 tháng 1 năm 1887 – 26 tháng 9 năm 1914) là một trong những họa sĩ Đức hàng đầu của nhóm trường phái biểu hiện Der Blaue Reiter (Kị sĩ Xanh). Ông sống trong một thời kỳ mà nghệ thuật Đức rất là sáng tạo: ông đã chứng kiến sự phát triển của phong trào chủ nghĩa biểu hiện Đức cũng như sự xuất hiện của phong trào thử nghiệm bắt đầu cho chủ nghĩa hiện đại mà hình thành khắp mọi nơi ở Âu Châu. Cũng như các nghệ sĩ chân chính khác trong thời đại của ông ta, Macke biết cách hội nhập vào tranh ảnh mình những yếu tố hiện đại mà lôi cuốn ông nhất. Cái lối vẽ riêng biệt của ông, mà ông sau cùng đã tìm ra, và ngày nay được xem là tiêu biểu của Macke, do việc xem xét ảnh hưởng của ánh sáng và việc sử dụng những màu sắc trong sáng, nổi bật và hòa hợp với nhau. Những màu sắc đó làm cho các bức tranh của ông có vẻ vui tươi, và nhẹ nhàng, không có những gì có vẻ là bi thảm.

## Những bức tranh chọn lọc

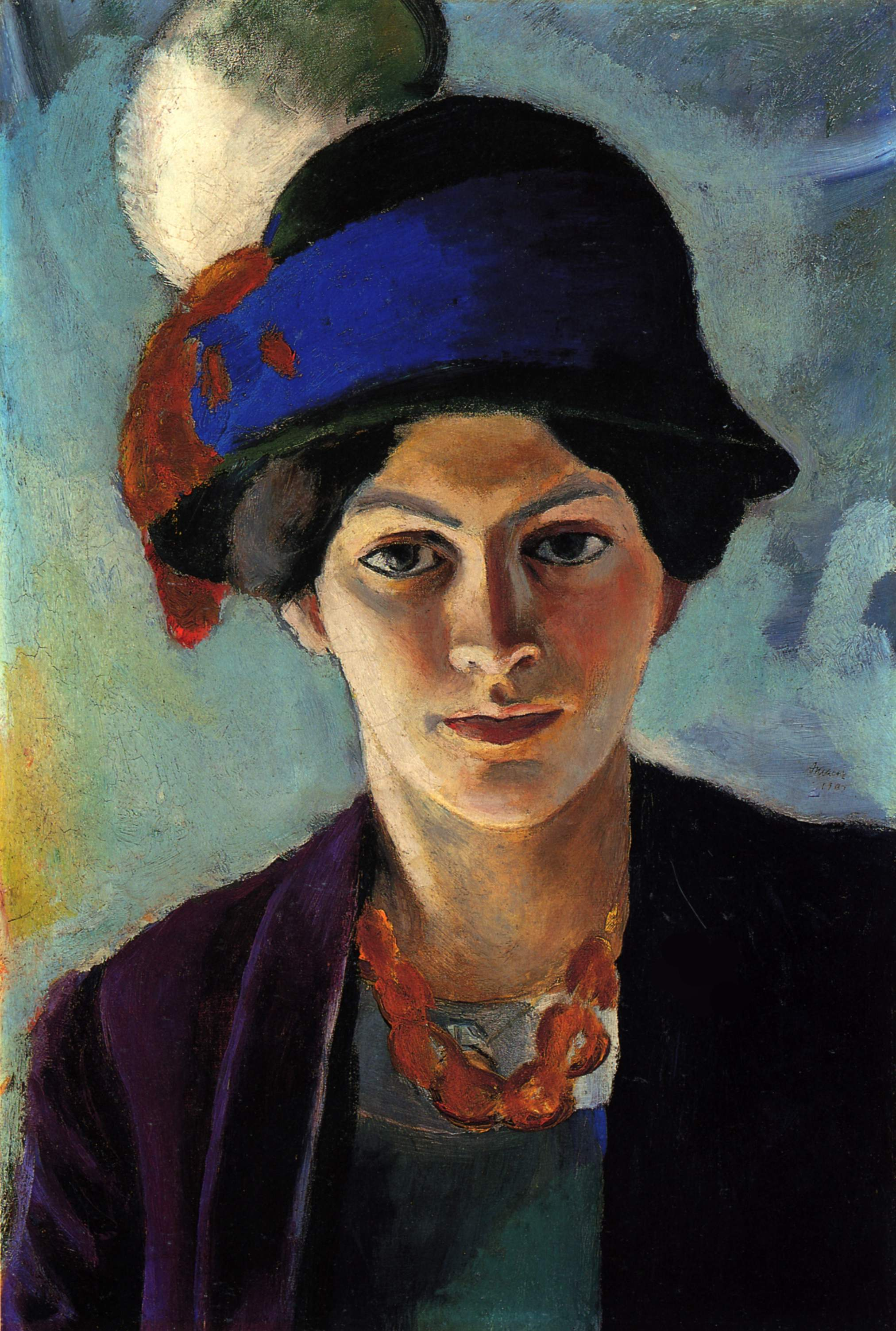
Vợ nghệ sĩ với nón xanh, 1909
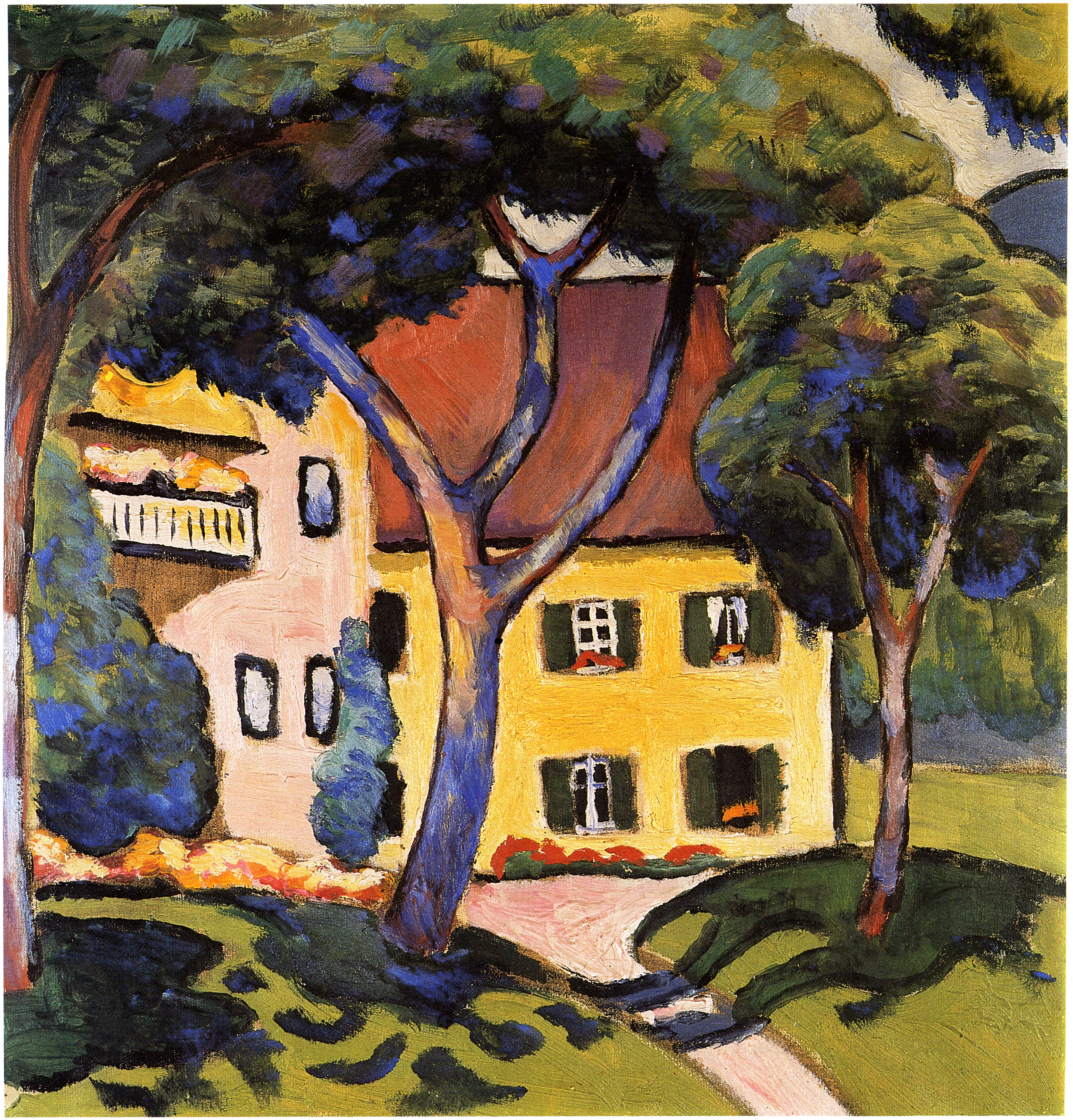
Nhà của Staudacher ở Tegernsee, 1910
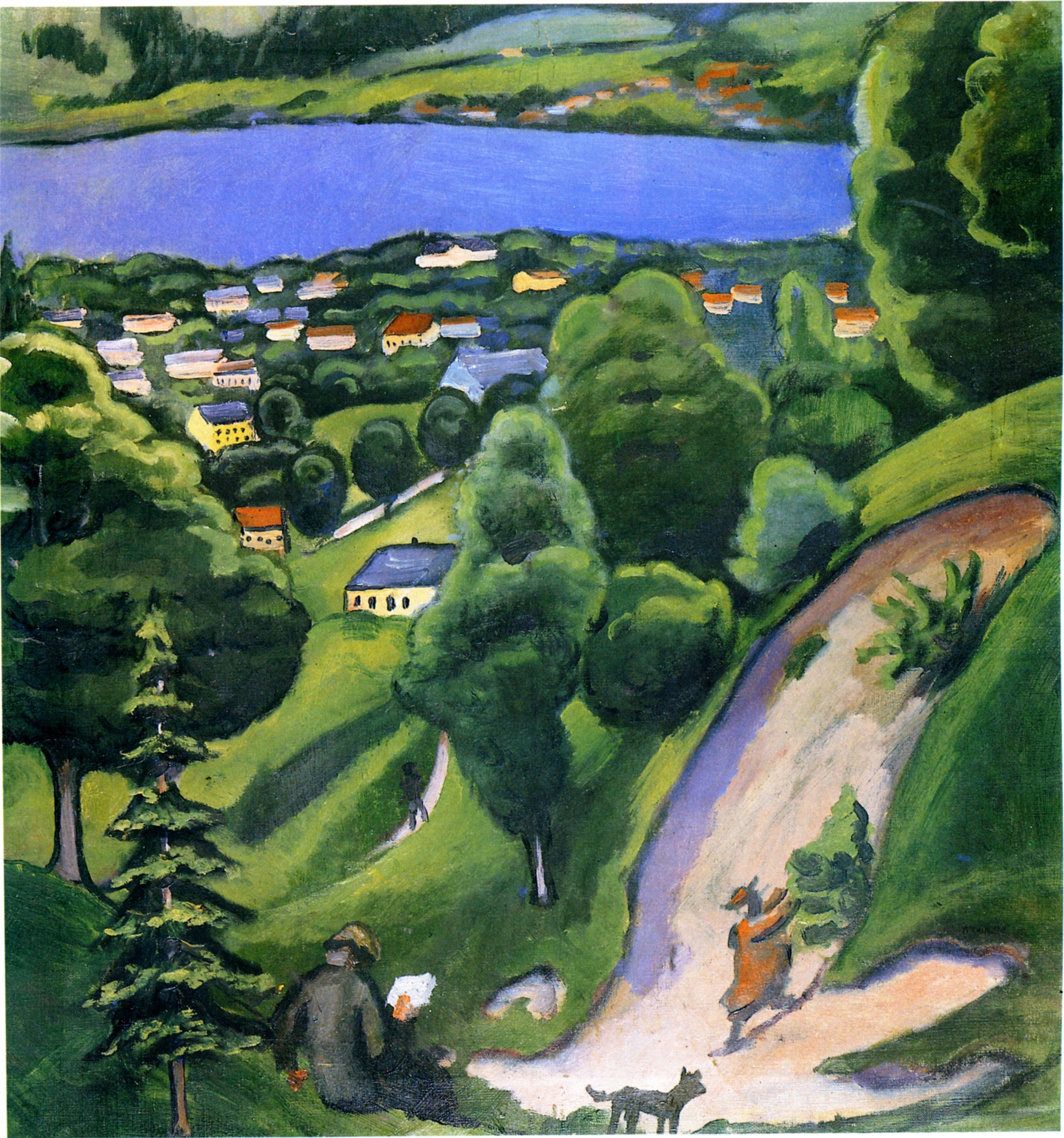
Phong cảnh ở Tegernsee , 1910
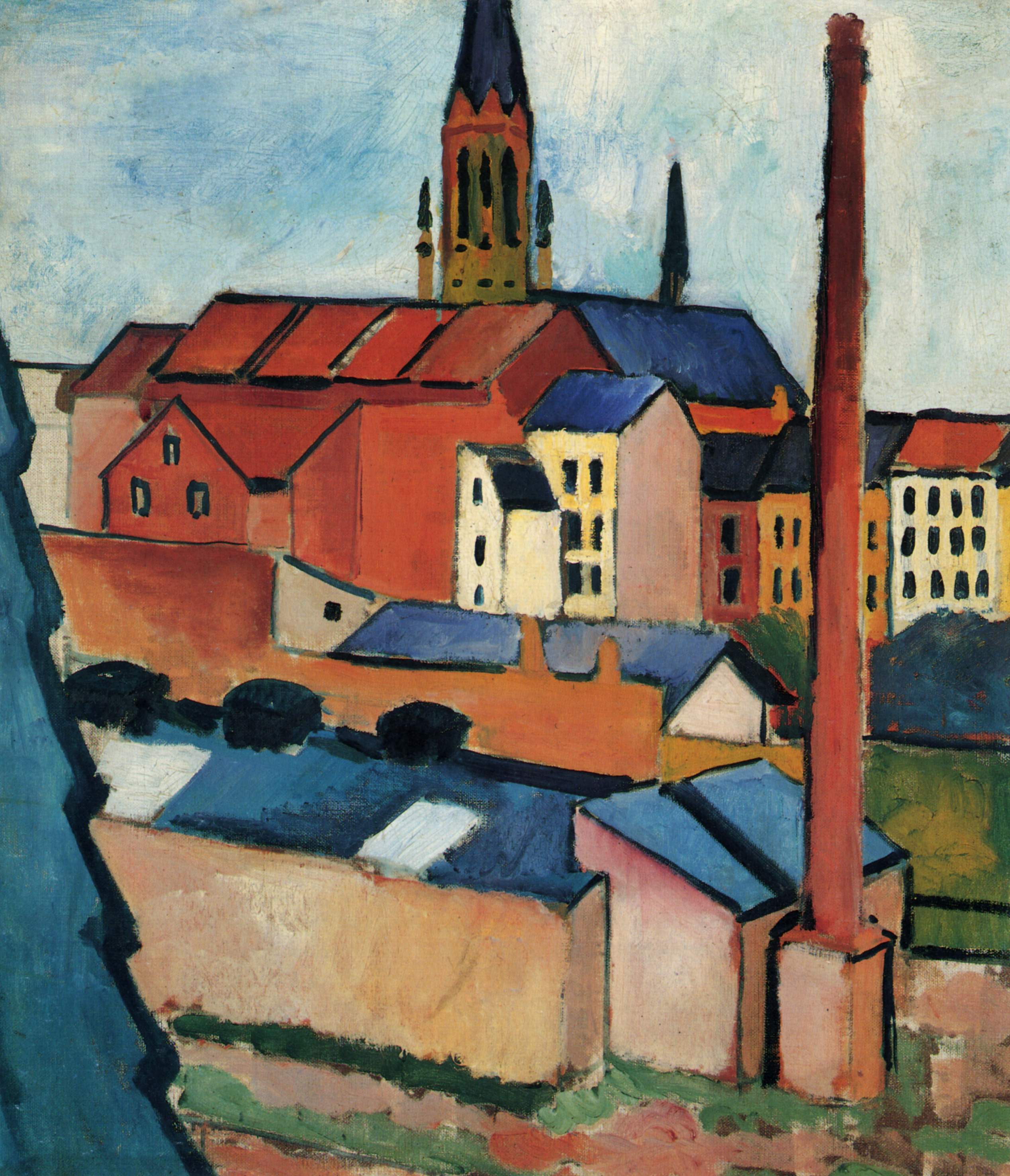
St. Mary với nhà và ống khói (Bonn), 1911, Kunstmuseum Bonn
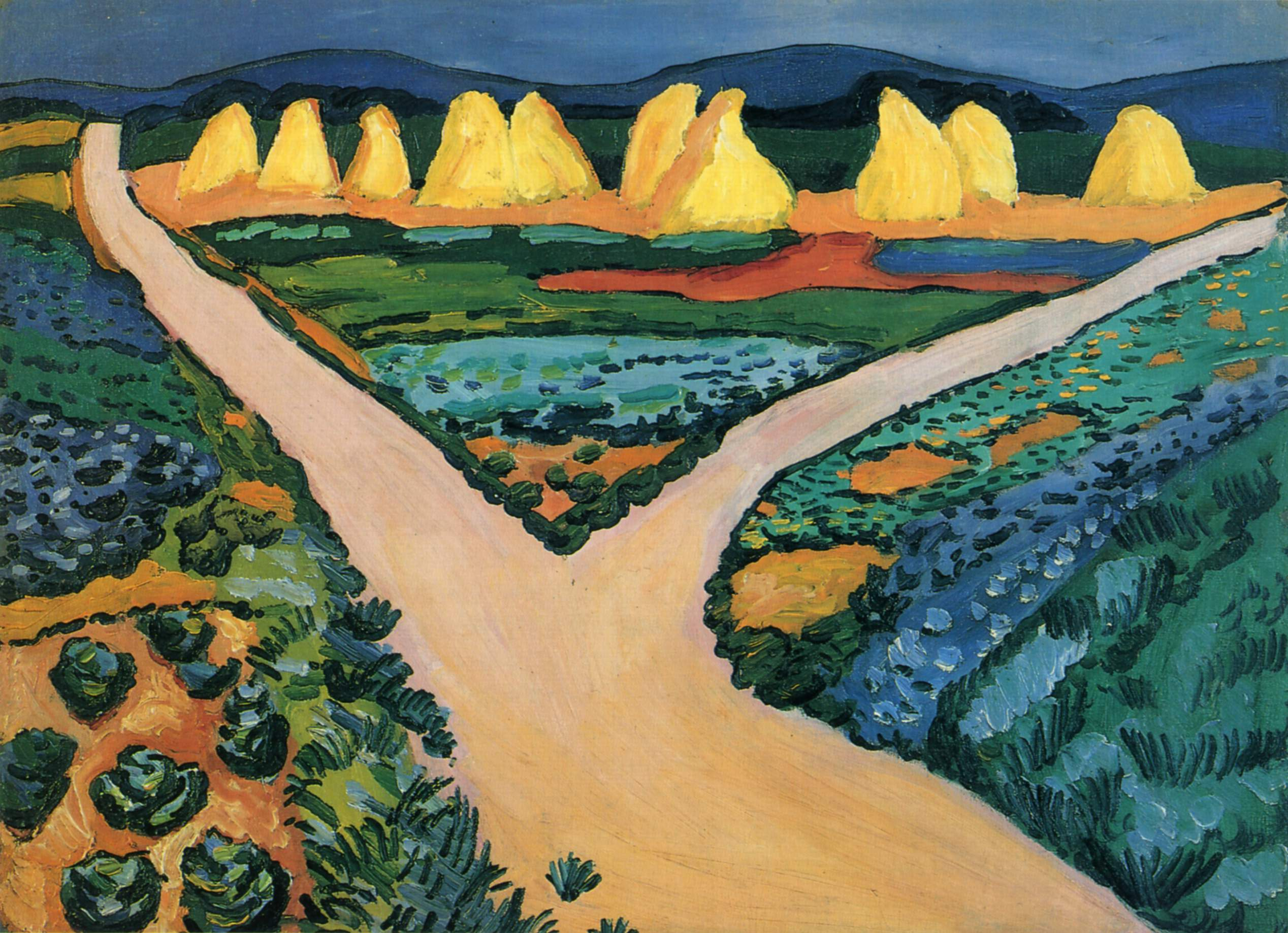
Cánh đồng rau củ 1911, Museum Ludwig, Köln, Đức
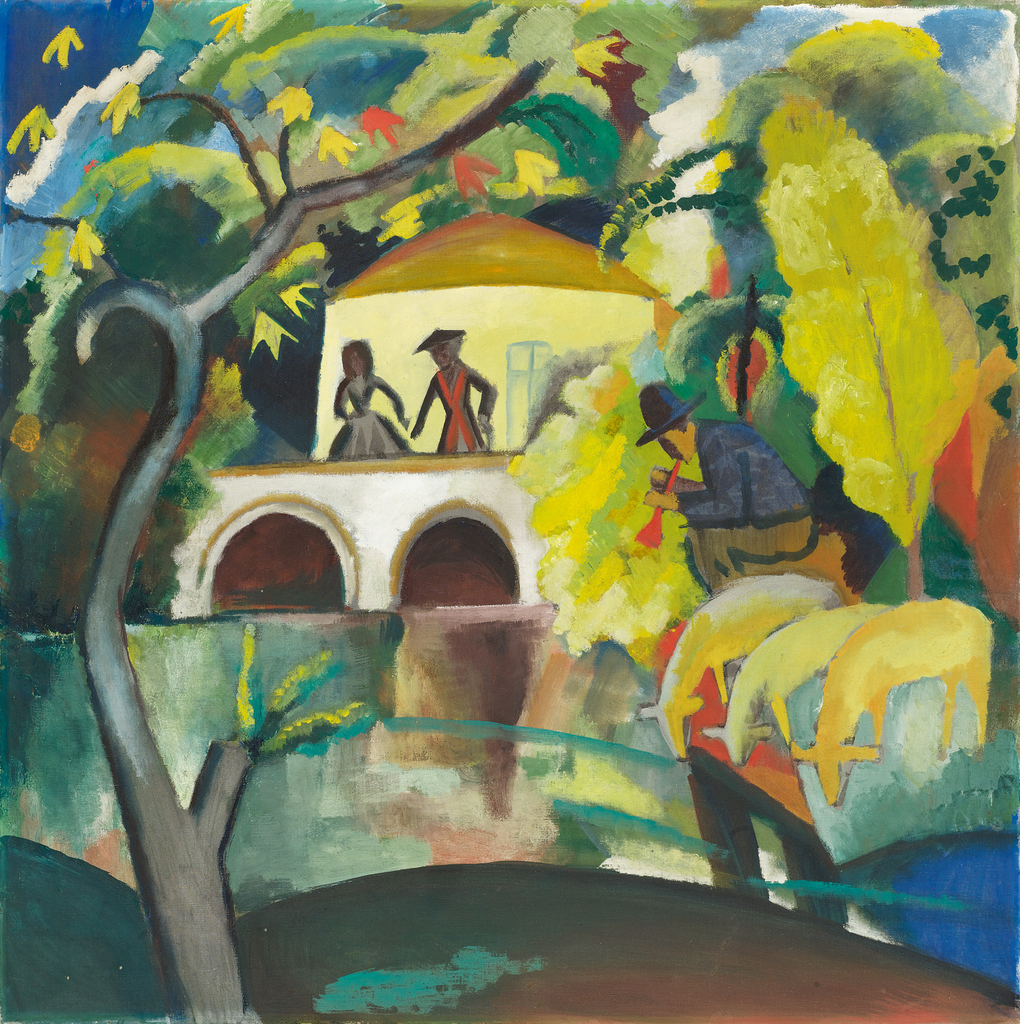
Rokoko,1912, Tranh sơn dầu, 89 x 89 cm, National Museum of Art, Architecture and Design, Na Uy
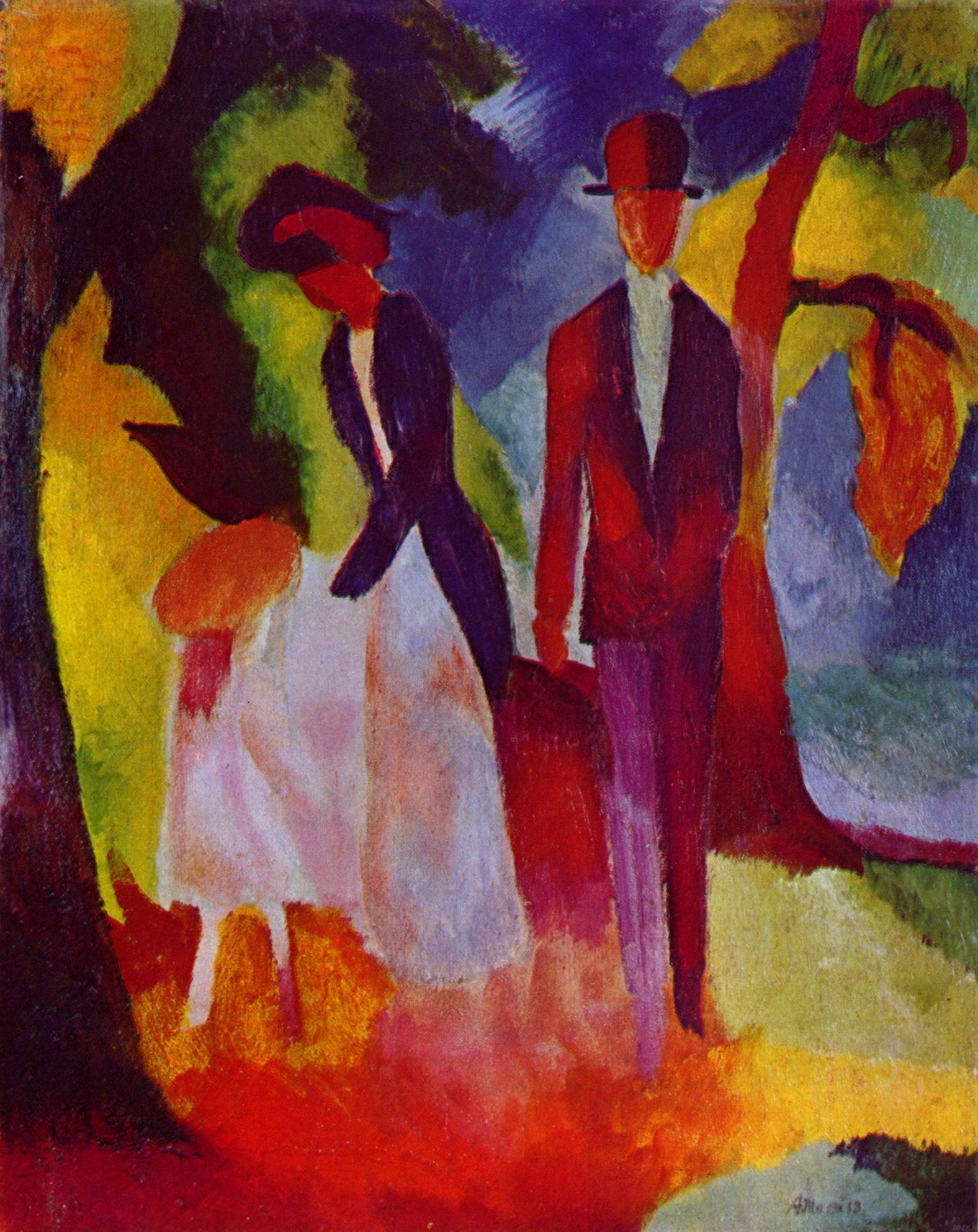
Người bên hồ xanh', 1913
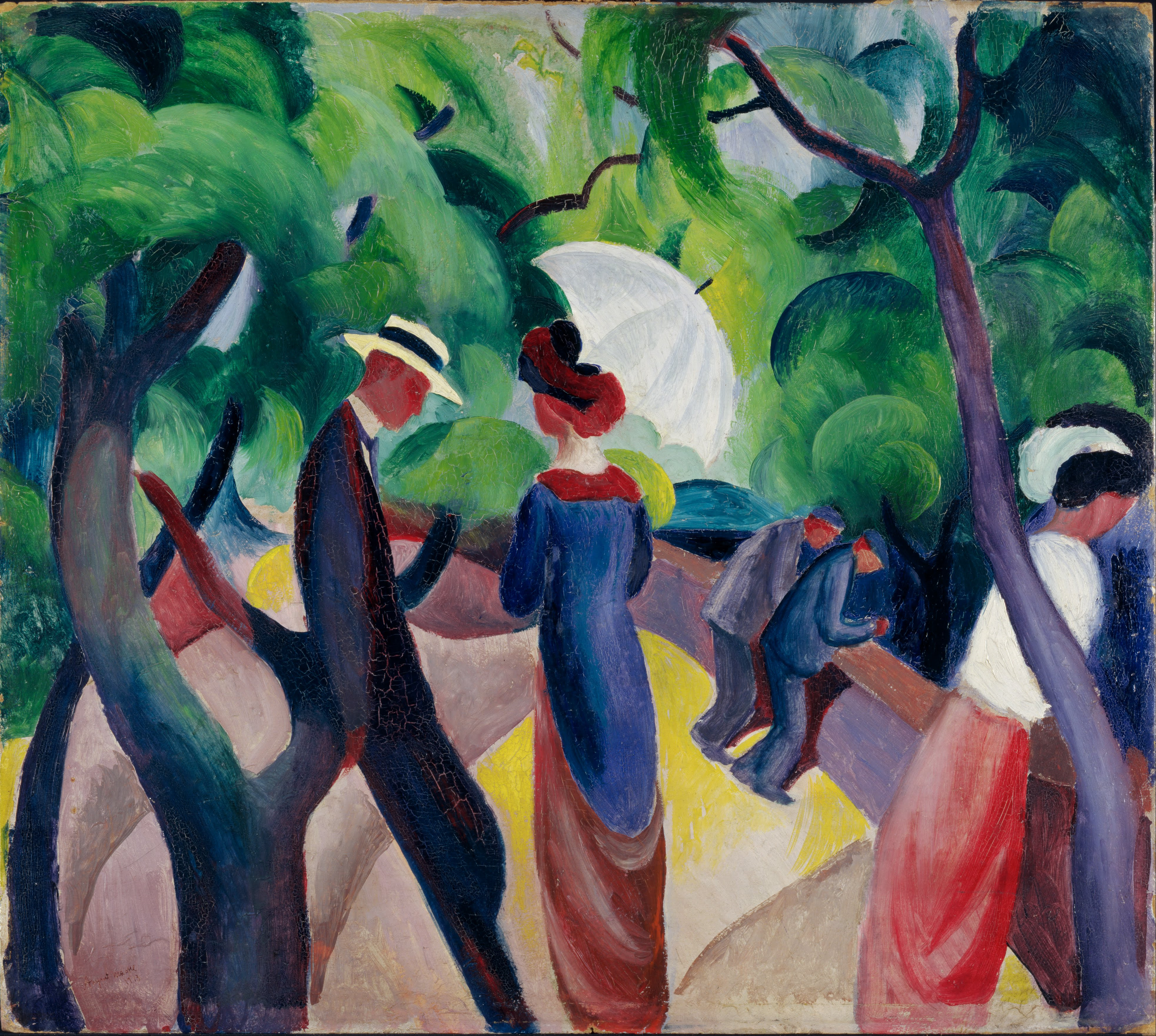
Promenade, 1913
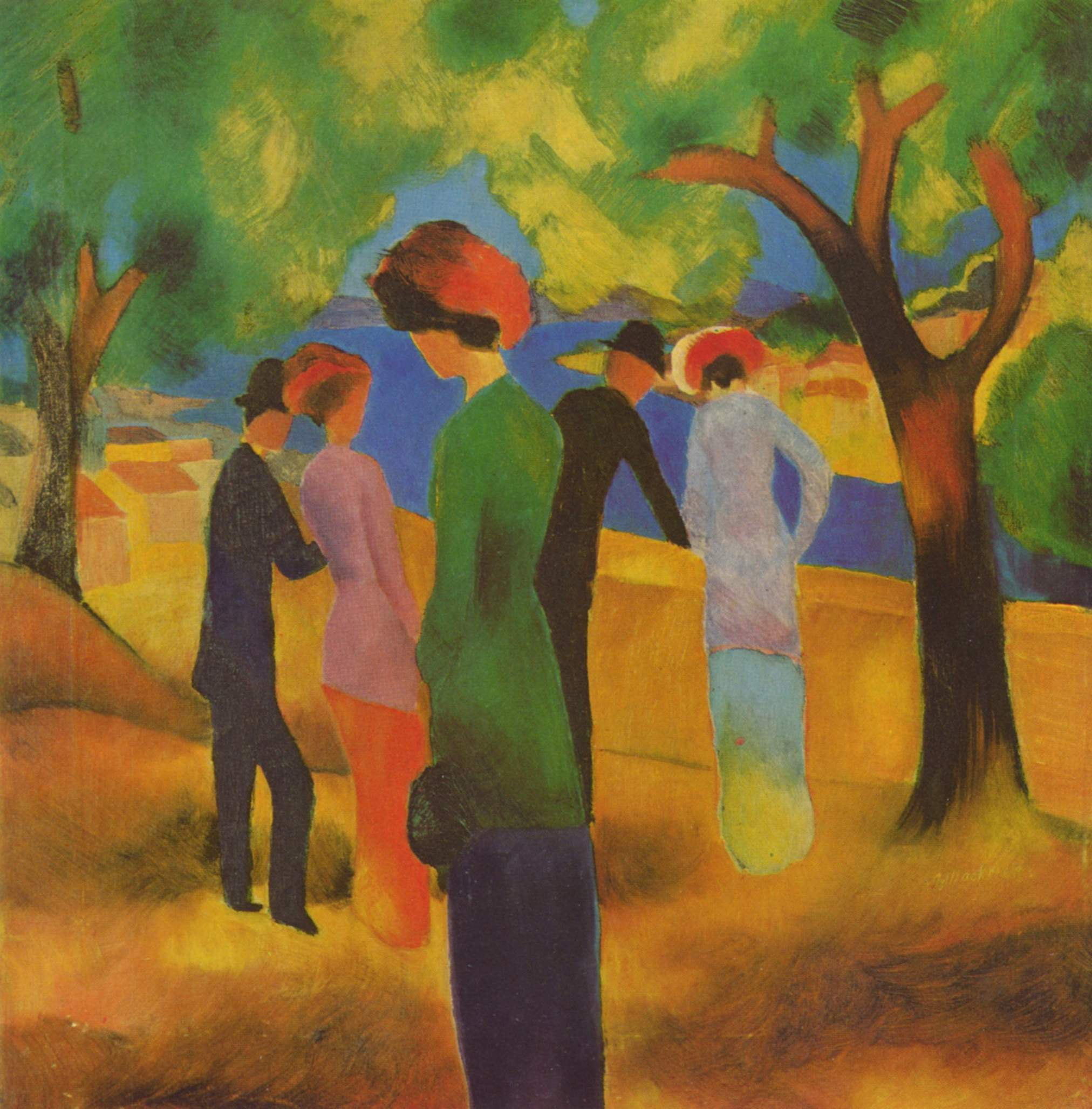
Phụ nữ trong áo khoác xanh, 1913, Museum Ludwig, Köln, Đức
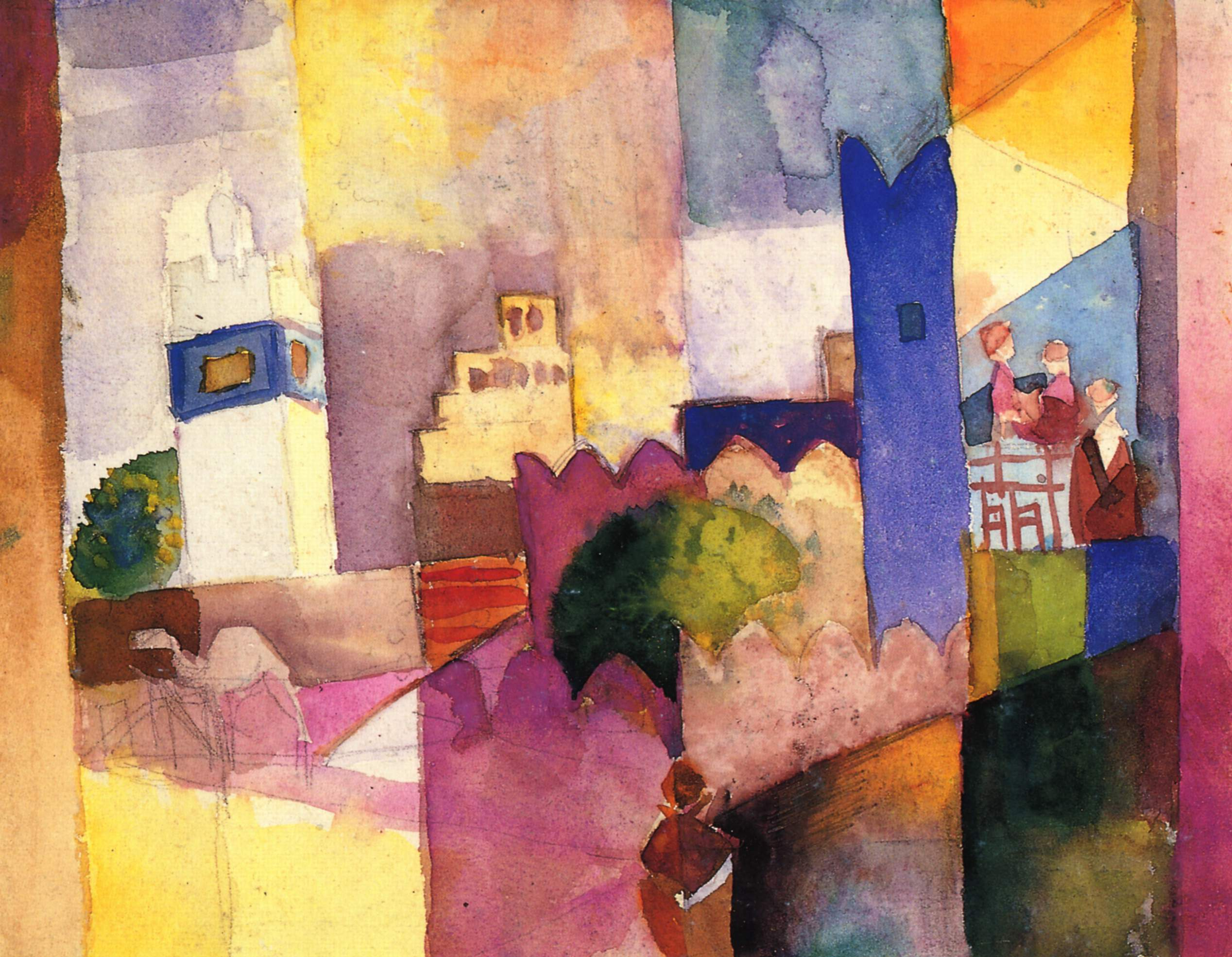
Kairouan (III), 1914, màu nước, Westphalian State Museum for Art and Cultural History, Münster
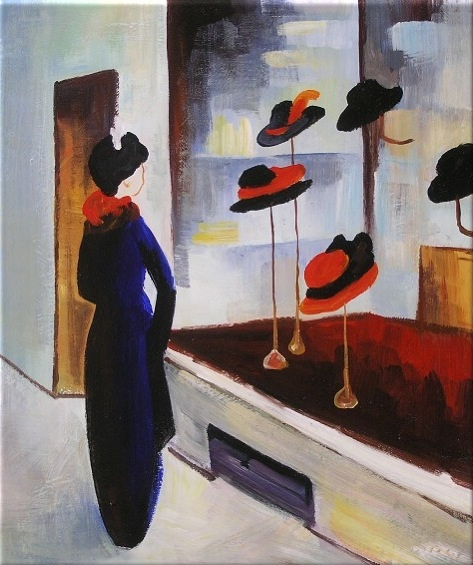
Tiệm nón III, 1914
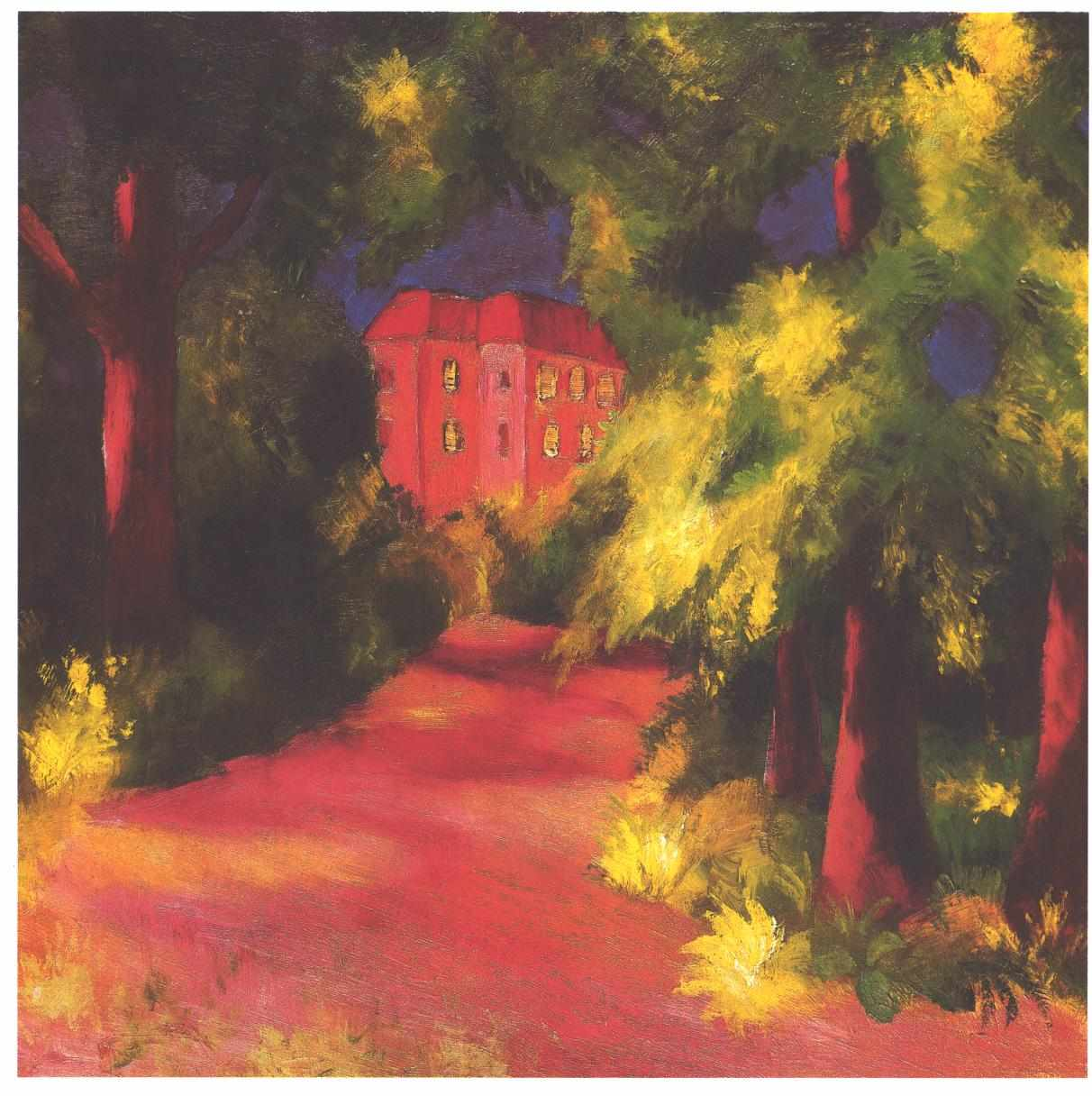
Nhà đỏ trong công viên, 1914